# Rés a pajzson
A Rés a pajzson (Broken Arrow) egy 1996-ban bemutatott amerikai akciófilm, amit John Woo rendezett. A főszerepben John Travolta és Christian Slater látható, mint Vic "Deak" Deakins és Riley Hale. A film 65 millió dolláros költségvetéssel készült.

## Szereplők
| Karakter                  | Színész          | Magyar hang   | Leírás |
| ------------------------- | ---------------- | ------------- | --- |
| Vic "Deak" Deakins őrnagy | John Travolta    | Rudolf Péter  | Hale társa, az Amerikai Légierő pilótája, aki terroristák kezére játszik két atombombát.                                                       |
| Riley Hale kapitány       | Christian Slater | Forgács Péter | Deakins társa, az Amerikai Légierő pilótája, aki szembeszáll áruló társával és a terroristákkal, hogy visszaszerezze az ellopott atombombákat. |
| Terry Carmichael          | Samantha Mathis  | Biró Anikó    | Utah egyik parkőrnője. |
| Kelly hadnagy             | Howie Long       | Csuja Imre    | Egy amerikai katona, aki a terroristák egyik beépített embere.                                                                                 |
| Pritchett                 | Bob Gunton       | Verebély Iván | Egy gazdag férfi, aki terroristákat pénzel és vezet.                                                                                           |
| Max Wilkins ezredes       | Delroy Lindo     | Uri István    | Az Amerikai Légierő egyik parancsnoka, aki az egyik bázisról követi nyomon az eseményeket.                                                     |
| Giles Prentice            | Frank Whaley     | Kálid Artúr   | |

## Cselekmény
A film Vic "Deak" Deakins őrnagy és Riley Hale kapitány, az Amerikai Légierő két pilótájának bokszmérkőzésével kezdődik. Az összecsapásból Deak kerül ki győztesen, kiüti ellenfelét. Aki ezután odaadja a mérkőzésre feltett pénzét neki, mondva, hogy azt úgyis tőle lopta.

Hale és Terry találkozása

Nem sokkal később, éjszaka a két pilóta már egy lopakodó vadászgép fedélzetén ül Utah sivatagos tája felett, két atombombával a raktérben. A tesztrepülés során azonban Deak egy váratlan pillanatban megpróbál végezni társával, ám mivel nem sikerül neki, katapultálja Halet. A pilóta ezután kioldja a két bombát, majd ő is katapultál, a vadászgép pedig egy sziklába csapódva megsemmisül.
A légierő egy katonai osztagot küld a helyszínre, hogy biztosítsák a terepet és találják meg a tölteteket. Csakhogy egy négyfős terroristacsoport és a katonai osztag egyik beépített embere, Kelly, végez a kommandóval, majd megszerzik a két robbanófejet és a katonák helikopterét is. Néhány perccel később Deakins is megjelenik, így összeáll a bűnbanda: a gazdag Pritchett, aki ezt az egészet pénzeli; Kelly; Deakins és még három férfi.
Eközben a katapultálást túlélő Hale találkozik egy parkőrnővel, Terryvel. Közösen próbálnak segítséget kérni rádión, amikor Pritchett egyik embere tűnik fel a helikopterrel, és megpróbálja megölni őket. Menekülés közben Riley elkéri Terry pisztolyát, és lelövi a gép pilótáját, így a helikopter lezuhan.
Távolról látva a robbanást, Deak úgy dönt, autón szállítják el a bombákat. Hale és társa útközben azonban a tölteteket szállító autóra ugranak. Hale végez annak vezetőjével, átveszi az uralmat a jármű felett. Riley végül egy benzines kanna segítségével megállásra kényszeríti ellenfelei kocsiját, így egérutat nyernek.
Terry javaslatára a bombákat egy régóta bezárt bányába viszik, ahol megpróbálják megsemmisíteni az egyiket, ám véletlenül beindítják. Időközben Pritchett és társai is a helyszínre érnek, és hatalmas lövöldözés veszi kezdetét. Míg Kelly és Deak "kimenekítik" az egyik töltetet, Pritchett autójába teszik és elhagyják a helyszínt. Addig Terry és Hale végeznek még egy terroristával, a visszaszámláló bombát azonban nem tudják leállítani, ezért a barlangban lévő föld alatti folyón át a menekülnek a felszínre.

Deakins őrnagy és Terry

Kellyék autója felett egy katonai helikopter tűnik fel, ezért Pritchett idegességében szidni kezdi Deakinst, aki válaszul torkon üti a férfit, aki meghal. Néhány másodperccel később a bányában lévő töltet felrobban, minek hatására a helikopter elektronikus berendezései leállnak és a rajta lévő katonákkal együtt lezuhan.
Hale a robbanás után megnyugtatja Terryt, hogy sugárbetegség esélye a környéken nem áll fenn, mert a robbanás föld alatt történt. A folyónál ismét megpillantják Kelly-t és Deakinst. Deakins motorcsónakkal, teherautóval, majd vonattal szállítja tovább az atombombát. Terry a járműveken elbújva követi a bandát, Hale pedig a rátaláló katonai osztag ezredesével, Max Wilkinssel ered helikopteren a száguldó vonat után.
Míg Wilkins a helikopterről segíti őket, Riley átugrik a vonatra és Terry-vel együtt szembeszállnak a felfegyverzett bűnözőkkel. Wilkins gépe egy idő után egy sziklába csapódik és felrobban, a vonaton azonban már csak két rosszfiú, Kelly és Deak marad. Hale szembeszáll a két férfival, Terry pedig a pilóta parancsára lekapcsolja a szerelvényt a mozdonytól.
Riley kilöki Kellyt a vonatból – aki a zuhanástól szörnyethal -, majd szembeszáll a bombát aktiváló Deakinsszel. Kemény harc után végül Hale legyőzi régi társát, és leállítja a visszaszámlálót. A szerelvény nekiütközik az előtte álló mozdonynak, és hatalmas robajjal felrobban. Riley és Terry még időben leugrik a szerelvényről, így könnyebb sérülésekkel túlélik a robbanást.